# بگیانگسا
بگیانگسا (انگلیسی: Baegyangsa) یا بگیانگسا (انگلیسی: Baekyangsa) معبدی متعلق به شاخهٔ جوجیه بودیسم کُره‌ای است که در شهرستان شهرستان جانگسئونگ استان جئولا جنوبی کره جنوبی واقع شده است. این معبد در سال ۶۳۲ میلادی در دوران پادشاهی بکجه ساخته شده است. نام این معبد در سال‌های اخیر به دلیل اقامت جیانگ کوان در آن بر سر زبان‌ها افتاده است.